# توماس یانگ
توماس یانگ (به انگلیسی: Thomas Young، ۱۳ ژوئن۱۷۷۳ – ۱۰ مه ۱۸۲۹) یکی از بزرگترین پزشکان و فیزیک‌دانان قرن هجدهم و نوزدهم بود و با آزمایش مهمی که به آزمایش یانگ معروف است، موجی بودن نور را اثبات کرد.
او به یانگ اعجوبه معروف شد؛ زیرا در ۲ سالگی خواندن می‌دانست و در هشت سالگی به تنهایی به آموختن ریاضی پرداخت. یانگ در ۱۴ سالگی زبان‌های یونانی و لاتین را آموخت و به فرانسوی، ایتالیایی، آلمانی، عبری، عربی، ترکی، فارسی، آرامی، سریانی و امهری آشنا بود.
یانگ تحصیلات دانشگاهی خود را در رشته پزشکی گذرانید و به سال ۱۷۹۹ دکترای پزشکی خود را گرفت و در انستیتوی سلطنتی لندن مشغول به کار شد. او مطالعات خود را بر روی ساختمان چشم و ماهیت نور متمرکز کرد و اولین تئوری خود را دربارهٔ تطابق در بینایی مطرح کرد. بر طبق این تئوری برای آن که تصویر اجسامی که در فواصل متفاوت قرار دارند، بر روی شبکیه تشکیل گردد، شعاع انحنای عدسی چشم تغییر می‌کند.

## تحقیقات

### نظریه موجی نور
کار عمده یانگ آزمایش‌هایی است که بر روی نور انجام داده‌است. او در سال ۱۸۰۳ به آزمایشی دست زد که نتیجه آن تأیید فرضیه موجی هویگنس دربارهٔ ماهیت نور بود. آزمایش یانگ مربوط به نوری است که از دو شکاف باریک می‌گذرد و نوارهای تاریک و روشن را به وجود می‌آورد. قبول این مطلب که چگونه جمع دو نور تاریکی را به وجود می‌آورد، به سادگی ممکن نبود ولیکن نتیجه آزمایش یانگ صحت فرضیه موجی بودن نور و پدیده تداخل امواج نور را تأیید کرد. یانگ با اندازه‌گیری فاصله نوارهای تاریک و روشن و نیز فاصله شکاف‌هایی که نور از آن‌ها می‌گذشت طول موج نورهای مرئی را اندازه گرفت.
پدیده انکسار مضاعف نیز مورد توجه یانگ قرار گرفت. در این پدیده هرگاه نور به بعضی از بلورها برخورد کند، به دو پرتوی شکسته تجزیه می‌شود. یانگ از روی این پدیده به عرضی بودن امواج نور پی برد. از کارهای دیگر یانگ مطالعه بر نیروی کشش سطحی مایعات و نیز نیروی کشش در جامدات است و به دلیل کارهای علمی او در این مورد ضریب کشسانی مدول یانگ را به نام او انتخاب کرده‌اند.

### هیروگلیف مصری
یانگ علاوه بر تحقیق در علوم تجربی در خط هیروگلیف هم صاحب‌نظر بود و از این رو مورد توجه پژوهشگران تاریخ و تمدن نیز قرار گرفت.

### موسیقی
او اعتدال یانگ را برای کوک آلات موسیقی توسعه داد.